# Arno Vihalemm
Arnold (Arno) Vihalemm, egentligen Arnold Koch, född 24 maj 1911 i Pärnu, död 21 juni 1990 i Ystad, var en estländsk-svensk poet, målare, grafiker och bokillustratör.
Han antog efternamnet Vihalemm, som även stavas Wihalemm 1936.
Arno Vihalemm föddes som son till tulltjänstemannen Mango Koch och Anna Blumenfeldt i Pärnu och var gift första gången 1937 med Elsa Paas (syster till konstnären Otto Paas) och andra gången från 1953 med tandteknikern Katarina Johansson. Han utexaminerades från Pärnu grundläggande skola med en studentexamen 1931 och studerade därefter konst för Nikolai Triik, Kaarel Liimand och Aleksander Vardi vid konstskolan Pallas 1935–1940 och 1943. Han flyttade till Sverige 1944 och fick anställning på keramikfabriken i Ystad. Han blev svensk medborgare 1952. 
Vihalemm genomförde 1958 en längre studieresa till bland annat Tyskland, Spanien, Frankrike och Schweiz där han bedrev Kleestudier. I Estland är han främst känd om poet, men för den svenska publiken är det hans grafik och målningar som har uppmärksammats. Separat ställde han ut i bland annat Malmö och ett flertal gånger i Ystad. Tillsammans med Agaate Veeber ställde han ut på Estonian House i New York och han medverkade i ett stort antal samlingsutställningar i bland annat München, Nürnberg, Helsingfors och Wuppertal. Han var representerad i en utställning med baltisk konst på Liljevalchs konsthall 1946, Charlottenborgsutställningen i Köpenhamn 1950 samt på Public Library och Riverside Museum i New York.
Till hans offentlig arbeten märks den större intarsiautsmyckningenSeglatsen genom livet på ålderdomshemmet i Ystad. Hans konst består av de tidiga landskapsskildringarnas som senare utvecklades mot ett måleri med dynamiska färgvisioner och ett experimenterande med blandteknik. Som illustratör illustrerade han bland annat Aleksis Rannits böcker Kaljud och Meri samt Jaan Oks Samlade skrifter 1957. Vihalemm är representerad vid Moderna museet i Stockholm, Värmlands museum, Eskilstuna konstmuseum, Ystads konstmuseum, Cincinnati Museum of Art och New York Public Library.
Vihalemm tilldelades 1967 Ystads kommuns kulturpris.